# روبن ليم
روبن ليم (بالإنجليزية: Robin Lim)‏ هي قابلة أمريكية، ولدت في 24 نوفمبر 1956.